# Достоєвський Андрій Михайлович
Андрі́й Миха́йлович Достоє́вський (рос. Андрей Михайлович Достоевский; *15 (27) березня 1825 — †7 (19) березня 1897) — український і російський архітектор, мемуарист; молодший брат російського письменника Федора Михайловича Достоєвського.
Андрій Михайлович підтримував дружні стосунки зі старшим братом, вони писали один одному листи, використавши зокрема і їх, Андрій Михайлович написав «Спогади», вперше видані тільки 1930 року. Вони — цінне і достовірне джерело про ранні роки брата-письменника.

## Біографія

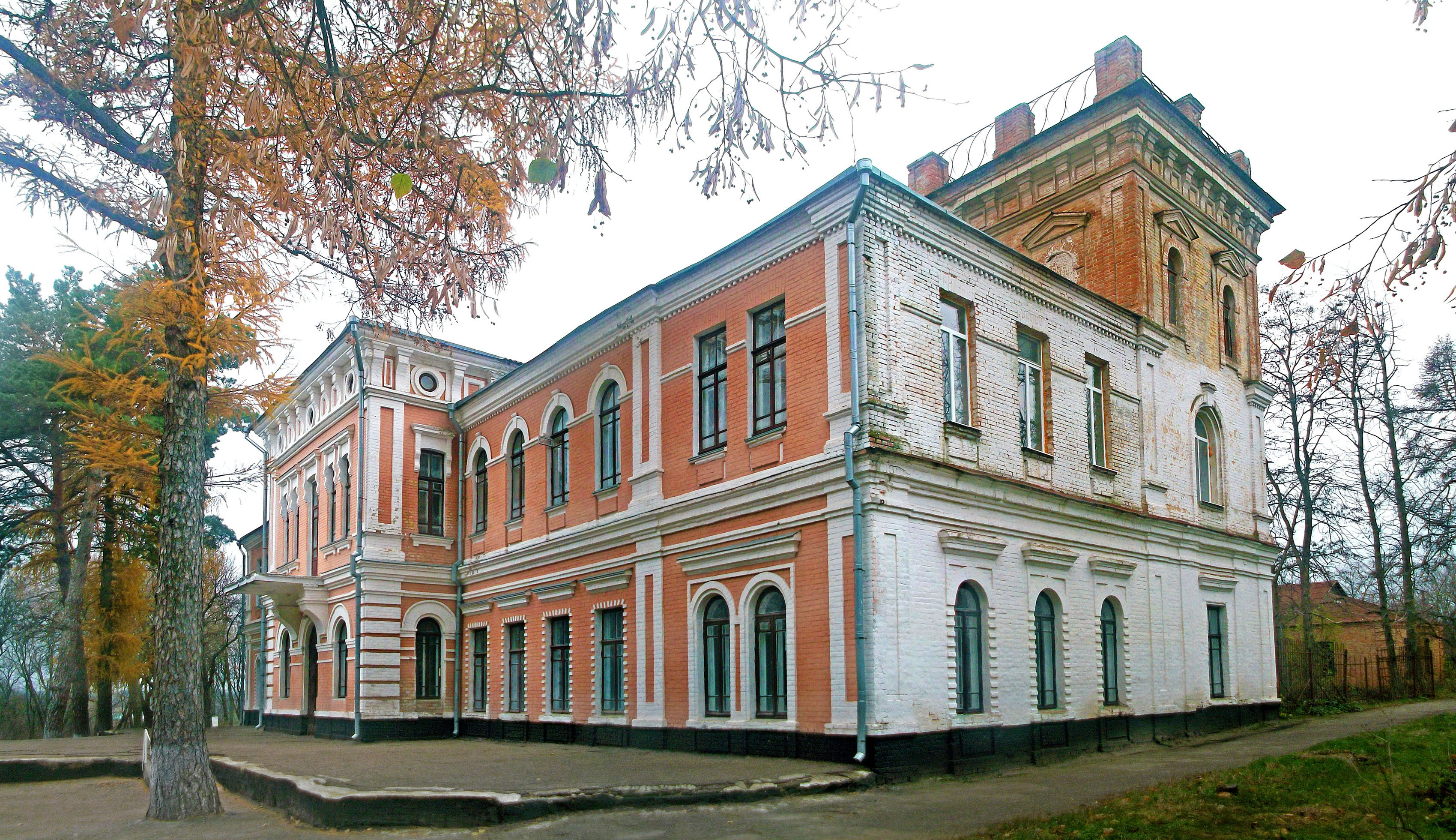
Будинок Соколова-Бородкіна в Червоновершці (сер. ХІХ ст.)

Андрій, як і Федір Михайлович, навчався в пансіоні Л. І. Чермака, по закінченні якого за настановою старшого брата переїхав до Петербурга і 6 грудня 1842 року вступив до Училища цивільних інженерів (буквально через 10 днів, 17 грудня 1842 року, перейменоване на Будівельне училище), навчання в якому закінчив у червні 1848 року першим вихованцем, відтак був прийнятий на службу до Департаменту проектів і кошторисів Головного управління шляхів сполучення і публічних будівель.

Через діяльність старшого брата потрапив в опалу, і 1849 року Головуючий шляхами сполучення П. А. Клейнміхель призначив Андрія Михайловича міським архітектором Єлисаветграда. На цій посаді А. М. Достоєвський працював від жовтня 1849 року до липня 1858 року, звівши або керуючи будівництвом багатьох споруд у місті, що в той час активно розбудовувалось.
Потому А. М. Достоєвський працював архітектором в інших містах імперії, у тому числі і сучасних українських. Так, від липня 1858 по травень 1860 року він працював у Сімферополі. У 1860-х роках брав участь у проектуванні православної Успенської церкви у Ногайську Таврійської губернії. Згодом працював у Катеринославі на посту губернського архітектора, де під його керівництвом 1861 року було зведено будівлю чоловічої класичної гімназії і новий Гостиний двір на Великій Бульварній вулиці. Нарешті 4 серпня 1865 року А. М. Достоєвський отримав призначення на посаду губернського архітектора в Ярославлі, де, на різних посадах, прослужив понад 25 років.
Ще 1875 року Андрій Михайлович задумав скласти записки про своє життя, однак згодом припинив цю діяльність. Молодший син Андрій, що навідав батька влітку 1895 року, попросив його поновити ведення нотаток. Крім того, від 1884 року Андрій Михайлович вів щоденник, останній запис в якому датується 18 жовтня 1896 року.